# Temperaturkoeffizient
Ein Temperaturkoeffizient (Temperaturbeiwert) beschreibt die relative Änderung einer jeweils bestimmten physikalischen Größe bei Änderung der Temperatur gegenüber einer festgelegten Referenztemperatur. Die interessierende Größe ist meist, aber nicht immer eine Materialeigenschaft.
Temperaturkoeffizienten werden für verschiedene Größen wie beispielsweise die Länge, das Volumen (siehe Ausdehnungskoeffizient), den Druck, den elektrischen Widerstand oder die Spannung an einer Halbleiterdiode betrachtet. Ein mehr oder weniger linearer Zusammenhang der jeweiligen Größe mit der Temperatur, also ein annähernd konstanter Temperaturkoeffizient, liegt im Allgemeinen nur in einem begrenzten Temperaturbereich vor.

## Grundlagen
Ist die interessierende Größe {\displaystyle \xi } (griechisch Xi) hysteresefrei und ohne Sprungstellen von der Temperatur {\displaystyle T} abhängig, also eindeutig, kann ihre Temperaturabhängigkeit ausgehend von der Referenztemperatur {\displaystyle T_{0}} beschrieben werden. Im einfachsten Fall genügt eine Näherungsfunktion mit einem einzigen Temperaturkoeffizienten:
{\displaystyle \xi (T)=\xi (T_{0})\cdot \left[1+\alpha _{T_{0}}\cdot \left(T-T_{0}\right)\right]}
Als Bezugstemperatur wird oft 20 °C gewählt.
{\displaystyle \xi (T)=\xi (20\,^{\circ }\mathrm {C} )\cdot \left[1+\alpha _{20}\cdot \left(T-20\,^{\circ }\mathrm {C} \right)\right]}
Allgemein kann jede Temperaturkennlinie durch eine Taylorreihe beschrieben werden:
{\displaystyle {\xi (T)=\xi (T_{0}+\Delta T)=\xi (T_{0})\cdot (1+\alpha _{T_{0}}\cdot {\Delta T}+\beta _{T_{0}}\cdot {\Delta T}^{2}+\gamma _{T_{0}}\cdot {\Delta T}^{3}+\dotsb +k_{n,T_{0}}\cdot {\Delta T}^{n}+\dotsb )}}
Angenähert durch ein Taylorpolynom {\displaystyle n}-ten Grades ergibt sich die Approximation:
{\displaystyle {\xi (T)=\xi (T_{0}+\Delta T)=\xi (T_{0})\cdot (1+\alpha _{T_{0}}\cdot {\Delta T}+\beta _{T_{0}}\cdot {\Delta T}^{2}+\gamma _{T_{0}}\cdot {\Delta T}^{3}+\dotsb +k_{n,T_{0}}\cdot {\Delta T}^{n})}}
Für {\displaystyle n=1} ergibt sich die meist verwendete lineare Approximation:
{\displaystyle \xi (T)=\xi (T_{0}+\Delta T)=\xi (T_{0})\cdot (1+\alpha _{T_{0}}\cdot \Delta T)}
Dabei ist
- {\displaystyle \Delta T} die Temperaturdifferenz zur Referenztemperatur ({\displaystyle T-T_{0}}),
- {\displaystyle \alpha _{T_{0}}} der Temperaturkoeffizient 1. Ordnung bei der Referenztemperatur {\displaystyle T_{0}},
- {\displaystyle \beta _{T_{0}}} der Temperaturkoeffizient 2. Ordnung bei {\displaystyle T_{0}},
- {\displaystyle \gamma _{T_{0}}} der Temperaturkoeffizient 3. Ordnung bei {\displaystyle T_{0}},
- {\displaystyle k_{n,{T_{0}}}} der Temperaturkoeffizient {\displaystyle n}-ter Ordnung bei {\displaystyle T_{0}}.

Die Temperaturkoeffizienten können wie folgt durch Ableitung der bekannten Funktion {\displaystyle \xi (\tau )} berechnet werden:
{\displaystyle \alpha _{T_{0}}={\frac {1}{1\,\xi (T_{0})}}\cdot \left.{\frac {\mathrm {d} \xi (\tau )}{\mathrm {d} \tau }}\right|_{\tau =T_{0}}}
{\displaystyle \beta _{T_{0}}={\frac {1}{2!\,\xi (T_{0})}}\cdot \left.{\frac {\mathrm {d} ^{2}\xi (\tau )}{\mathrm {d} \tau ^{2}}}\right|_{\tau =T_{0}}}
{\displaystyle \gamma _{T_{0}}={\frac {1}{3!\,\xi (T_{0})}}\cdot \left.{\frac {\mathrm {d} ^{3}\xi (\tau )}{\mathrm {d} \tau ^{3}}}\right|_{\tau =T_{0}}}
{\displaystyle k_{n,T_{0}}={\frac {1}{n!\,\xi (T_{0})}}\cdot \left.{\frac {\mathrm {d} ^{n}\xi (\tau )}{\mathrm {d} \tau ^{n}}}\right|_{\tau =T_{0}}}
Es ist zu beachten, dass die Temperaturkoeffizienten von der Bezugstemperatur {\displaystyle T_{0}} abhängen.

## Beispiel: Temperaturkoeffizienten beim idealen Gas
Für das ideale Gas sind die Temperaturkoeffizienten für Druck- und Volumenänderung gleich {\displaystyle {\frac {1}{273{,}15}}\,\mathrm {K} ^{-1}}.
Bei den idealisierenden Annahmen sind Druck- und Volumenänderung linear.

## Beispiel: Temperaturkoeffizient des elektrischen Widerstands
Die Temperaturabhängigkeit des elektrischen Widerstands von Bauelementen (Leitungen, Widerständen) muss bei der Konstruktion von Baugruppen und der Auslegung von Schaltungen immer einkalkuliert werden. Andererseits wird diese Eigenschaft auch genutzt, z. B. bei Widerstandsthermometern.
Da der Temperaturkoeffizient des elektrischen Widerstands streng genommen nicht konstant ist, gibt es Polynome zur Berechnung des Widerstands aus der vorliegenden Temperatur, zum Beispiel genormt für das Platin-Widerstandsthermometer. Für regelungstechnische Anwendungen sind oft lineare Funktionen erwünscht. Der lineare Temperaturkoeffizient {\displaystyle \alpha } gibt die relative Änderung des Widerstandswertes pro Änderung der Temperatur zu einer Bezugstemperatur an; diese wird statt 20 °C oft zu 0 °C oder 25 °C gewählt. Bei den in der Elektrotechnik wichtigen Leitermaterialien Kupfer und Aluminium kann im Temperaturbereich 0 °C bis 50 °C für Abschätzungen mit dem Wert 0,4 % pro Kelvin gerechnet werden.
Handelsübliche Kleinleistungswiderstände, welche über den gesamten Betriebstemperaturbereich einen möglichst konstanten Widerstandswert aufweisen sollen, weisen übliche Temperaturkoeffizienten im Bereich von 100 ppm pro Kelvin bis 200 ppm pro Kelvin auf, Präzisionswiderstände sind im Bereich von 50 ppm pro Kelvin bis hinunter zu 1 ppm pro Kelvin verfügbar. Der lineare Temperaturkoeffizient wird in diesem Fall mit dem Präfix TK angegeben (im Englischen mit dem Präfix „TC“, für temperature coefficient), beispielsweise TK100 für einen Widerstand mit 100 ppm pro Kelvin.
| Reine Metalle      | {\displaystyle \alpha } in K−1 | Legierungen               | {\displaystyle \alpha } in K−1 | Nichtmetalle     | {\displaystyle \alpha } in K−1 |
| ------------------ | ------------------------------ | ------------------------- | ------------------------------ | ---------------- | ------------------------------ |
| Aluminium (99,5 %) | 4,0 · 10−3                     | Aldrey (AlMgSi)           | 3,6 · 10−3                     | Kohlenstoff      | −0,5 · 10−3                    |
| Blei               | 4,2 · 10−3                     | Berylliumbronze (SnBe4Pb) | 0,5 · 10−3                     | Graphit          | −0,2 · 10−3                    |
| Eisen (rein)       | 6,57 · 10−3                    | Manganin (Cu84Ni4Mn12)    | ±0,01 · 10−3                   | Lichtbogen-Kohle | 0,5 · 10−3                     |
| Gold               | 3,7 · 10−3                     | Konstantan (CuNi44)       | ±0,04 · 10−3                   | Germanium        | −48 · 10−3                     |
| Kupfer (99,9 %)    | 3,93 · 10−3                    | Isaohm                    | ±0,003 · 10−3                  | Silizium         | −75 · 10−3                     |
| Nickel             | 6,0 · 10−3                     | Messing (CuZn37)          | 1,6 · 10−3                     |                  |                                |
| Platin             | 3,92 · 10−3                    | Weicheisen (4 % Si)       | 0,9 · 10−3                     |                  |                                |
| Quecksilber        | 0,9 · 10−3                     | Stahl C15                 | 5,7 · 10−3                     |                  |                                |
| Silber             | 3,8 · 10−3                     |                           |                                |                  |                                |
| Tantal             | 3,3 · 10−3                     |                           |                                |                  |                                |
| Wolfram            | 4,4 · 10−3                     |                           |                                |                  |                                |

## Weitere Beispiele
Neben den bereits genannten allgemein bekannten Temperaturkoeffizienten für den elektrischen Widerstand oder für Druck- und Volumenänderung für ideale Gase gibt es noch zahlreiche andere Temperaturkoeffizienten. Für ein bestimmtes Objekt ist dabei meist die Temperaturabhängigkeit einer bestimmten Größe technisch relevant, weswegen für dieses Objekt bzw. dessen Verwendung einfach nur von „dem“ (einen) Temperaturkoeffizienten gesprochen wird und damit klar ist, welche Größe sich ändert. Beispiele sind unter anderem:
- Der Temperaturkoeffizient eines Schwingquarzes, er beschreibt die Temperaturabhängigkeit der Eigenfrequenz.
- Der Temperaturkoeffizient eines Kernreaktors, er beschreibt die Temperaturabhängigkeit der Reaktivität (siehe auch Reaktivitätskoeffizient).
- Der Temperaturkoeffizient einer optischen Linse, er beschreibt die Temperaturabhängigkeit des Brechungsindex, z. B. bei Laseranwendung mit hohen Leistungen oder hoher Präzision.[7]